# Есфандан (дегестан)
Есфандан (перс. اسفندان) — дегестан в Ірані, в Центральному бахші, в шагрестані Коміджан остану Марказі. За даними перепису 2006 року, його населення становило 9074 особи, які проживали у складі 2358 сімей.

## Населені пункти
До складу дегестану входять такі населені пункти:
- Вафс
- Дарре-Сабз
- Есфандан
- Задукабад
- Кальван
- Кутабад
- Растґордан
- Сусанабад
- Такіє
- Фазлабад
- Фатгабад
- Хомар-Багі
- Чабар
- Чальбі
- Ясаволь
- Ясболаг